# ジー・イ・ジー
『ジー・イ・ジー』（Zii e Zie）は、ブラジル人ミュージシャン、カエターノ・ヴェローゾが2009年に発表したスタジオ・アルバム。

## 背景
前スタジオ・アルバム『セー』に引き続き、若手ミュージシャンによるトリオ「バンダ・セー」と共に録音された。プロデュースも前作と同様、ヴェローゾの息子モレーノ・ヴェローゾとペドロ・サーによる。ヴェローゾ自身は本作のコンセプトに関して「トランサンバ」という言葉を使い、サンバと現代的なロックの融合を試みた。
「インコンパチビリダーヂ・ヂ・ジェーニオス（天才たちの不調和）」は、ジョアン・ボスコとアルヂール・ブランキが共作した曲のカヴァーで、ボスコのヴァージョンは1976年のアルバム『Galos de Briga』に収録されている。「ヂフェレンチメンチ（彼らとは違って）」は、アルバム『異国の香り〜アメリカン・ソングス』（2004年）リリース後のツアーでも歌われていた曲である。

## 反響・評価
ポルトガルでは2009年第18週のアルバム・チャートで22位を記録。アメリカのラテン・グラミー賞では、2009年度の最優秀シンガーソングライター・アルバム賞を受賞した。
収録曲「インコンパチビリダーヂ・ヂ・ジェーニオス（天才たちの不調和）」は、『ローリング・ストーン・ブラジル』誌が選出した「2009年の最も優れた25曲（国内部門）」で13位にランク・インした。
マリアーノ・プルーンズはオールミュージックにおいて5点満点中3点を付け「ヴェローゾの新しい音楽に関する論争は、もっぱらエレクトロニック・サウンドの再発見に関する話が中心となってきたが、根本的な問題をぼやけさせるべきではない。今回はサウンドではなく曲が弱いのだ」「ここには、ヴェローゾの標準（もっとも、恐ろしいほど高いのだが）に見合った曲は僅かしかない」と評している。一方、Robin Denselowは『ガーディアン』紙のレビューにおいて5点満点中4点を付け「彼の実験はなおも続いている」「突然エレクトリック・ギターが爆発して穏やかな雰囲気を一変させる"Falso Leblon"、手拍子とファンク・ギターがまったりしたボーカルに対抗する"A Cor Amarela"など、曲は親しみやすい一方で意外性もある」と評している。

## 収録曲
特記なき楽曲はカエターノ・ヴェローゾ作。
1. ペルデウ（無くした） - "Perdeu" - 6:49
2. セン・カイス（桟橋のない海） - "Sem Cais" (Caetano Veloso, Pedro Sá) - 2:36
3. ポル・ケン?（誰のために?） - "Por Quem?" - 5:43
4. ロバォン・テン・ハザォン（ロバォンは正しい） - "Lobão Tem Razão" - 4:05
5. ア・コール・アマレーラ（黄色） - "A Cor Amarela" - 2:16
6. バージ・ヂ・グアンターナモ（グアンタナモ基地） - "A Base de Guantánamo" - 4:25
7. ファウソ・レブロン（偽のレブロン） - "Falso Leblon" - 2:42
8. インコンパチビリダーヂ・ヂ・ジェーニオス（天才たちの不調和） - "Incompatibilidade de Gênios" (João Bosco, Aldir Blanc) - 5:26
9. タラード・ニ・ヴォセ（おまえに夢中） - "Tarado ni Você" - 4:31
10. ミニーナ・ダ・ヒア（リアの少女） - "Menina da Ria" - 2:19
11. インジェヌイダーヂ（無邪気） - "Ingenuidade" (Serafim Adriano Da Silva) - 3:54
12. ラパ - "Lapa" - 4:39
13. ヂフェレンチメンチ（彼らとは違って） - "Diferentemente"  2:43

## 参加ミュージシャン
- カエターノ・ヴェローゾ - ボーカル、ギター
- ペドロ・サー - ギター、ボーカル
- ヒカルド・ヂアス・ゴメス - ベース、ローズ・ピアノ、ボーカル
- マルセロ・カラード - ドラムス